# Landschaftsschutzgebiet Gasteiner-Tal
Das Landschaftsschutzgebiet Gasteiner-Tal ist ein Landschaftsschutzgebiet in der Gemeinde Bad Gastein im österreichischen Bundesland Salzburg.

## Geografie
Das im oberen Gasteinertal gelegene Landschaftsschutzgebiet erstreckt sich über eine Gesamtfläche von 43.598.307 m². Es setzt sich aus zwei Teilflächen zusammen, von denen eine 6.516.546 m² und eine 37.081.761 m² groß ist. Es liegt in Teilen der Katastralgemeinden Badgastein, Böckstein und Remsach und grenzt im Süden direkt an den Nationalpark Hohe Tauern. Innerhalb des Landschaftsschutzgebiets befinden sich die Rotte Sportgastein und der östliche Teil der Rotte Kötschachtal sowie die Ortslagen Bockhartseehütte, Hotel Evianquelle, Himmelwandhütte, Holzeckhütte, Haus Marienstein, Niedersachsenhaus und Valeriehaus. Alle genannten Orte gehören zur Ortschaft Bad Gastein.
Die Bedeutung des Landschaftsschutzgebiets Gasteiner-Tal liegt in seiner Landschaftsästhetik und in der in bestimmten Bereichen noch ursprünglichen Naturlandschaft mit weitflächig naturnaher landwirtschaftlicher Nutzung. Es ist gut durch Wanderwege erschlossen. Dazu zählen die Weitwanderwege Arnoweg, Rupertiweg und Salzburger Almenweg. Das Gebiet ist über mehrere Bushaltestellen an den öffentlichen Verkehr angeschlossen.
Das Landschaftsschutzgebiet Gasteiner-Tal hat Anteile an der Ankogelgruppe und der Goldberggruppe der Zentralalpen. Die Gipfel folgender Berge befinden sich innerhalb oder an den Grenzen des Schutzgebiets:
- Kreuzkogel (2685 m ü. A.)
- Salesenkogel (2680 m ü. A.)
- Radhausberg (2620 m ü. A.)
- Silberpfennig (2600 m ü. A.)
- Kolmkarspitz (2528 m ü. A.)
- Kleiner Silberpfennig (2510 m ü. A.)
- Graukogel (2492 m ü. A.)
- Zitterauer Tisch (2462 m ü. A.)
- Honigleitenkogel (2440 m ü. A.)
- Seekopf (2414 m ü. A.)
- Tischkogel (2410 m ü. A.)
- Ortberg (2400 m ü. A.)
- Hoher Stuhl (2335 m ü. A.)
- Kreuzkogel (Döferl) (2323 m ü. A.)
- Flugkopf (2231 m ü. A.)
- Hüttenkogel (2231 m ü. A.)
- Wildenkarkopf (2112 m ü. A.)
- Blumfeldköpfl (1965 m ü. A.)
- Gamsstubenkopf (1964 m ü. A.)
- Froneck (1849 m ü. A.)[2]

Zu den Almen im Landschaftsschutzgebiet zählen die Astenalm, die Aualm, die Böckfeldalm (westlicher Abschnitt), die Brandtneralm, die Demlingalm, die Eggeralm, die Haitzingalm, die Hinternaßfeldalm, die Kötschachkaralm, die Krugalm, die Moaralm, die Moisesalm, die Naßfeldalm, die Ortalm, die Palfner Heimalm, die Schareckalm, die Schöneggalm, die Sonnenalm, die Veitbaueralm, die Viehauseralm und die Wetzlalm.
Folgende Bäche fließen – überwiegend nur abschnittsweise – durch das Landschaftsschutzgebiet:
- der Anlaufbach und dessen Nebenbäche Höhkarbach (mit Zubringern Langewandbach und Mallnitzgrubenbach), Abfalltalgraben und Kniebeißgraben,
- der Kötschachbach und dessen Nebenbäche Himmelwandbach (mit Zubringer Weißlahnbach), Plattenbach, Döferlbach, Froneckrunse 1, Froneckrunse 2 und Froneckrunse 3,
- die Nassfelder Ache und deren Nebenbäche Höllkarbach, Schlapperebenbach, Siglitzbach, Bockhartseebach, Rosskargraben, Runse Evianquelle 1 und Runse Evianquelle 2 sowie
- der Palfner Bach.

Beim Knappenbäudlsee, Oberen Bockhartsee und Unteren Bockhartsee handelt es sich um kleine Gebirgsseen.

## Fauna und Flora
Wegen seiner großen Fläche und den bedeutenden Höhenunterschieden ist die Tierwelt des Landschaftsschutzgebiets vielfältig. Dazu gehören Gämsen, Rothirsche und Schneehasen, Alpenschneehühner, Birkhühner, Dreizehenspechte, Mauerläufer und Tannenhäher, Bergmolche, Alpen- und Feuersalamander sowie mehrere Mohrenfalter-Arten. In den Gamswild-Ruhezonen in den Bereichen Blumfeldköpfl, Flugkopf und Graukogel, beim Kolmkarspitz, am Neuwirthsteig zum Aperen Schareck, bei der Palfner Hochalm, beim Silberpfennig und beim Unteren Bockhartsee ist von 1. Dezember bis 31. Mai der Zutritt verboten. Die Rotwild-Ruhezonen in den Bereichen Alter Böckwald, Palfner Heimalm und bei Sportgastein dürfen von 1. November bis 31. Mai nicht betreten werden.
In Lacken und auf Feuchtflächen auf den Almen gedeihen kleinwüchsige Seggen, Alpen-Fettkraut, Scheuchzers Wollgras und verschiedene Orchideen-Arten.

## Geschichte
Die Ausweisung als Landschaftsschutzgebiet erfolgte am 29. Mai 1978. Es war ursprünglich 139.299.453 m² groß. Am 29. Dezember 1983 wurden Teile des Gebiets dem Nationalpark Hohe Tauern angegliedert. Dadurch verringerte sich die Fläche des Landschaftsschutzgebiets Gasteiner-Tal auf 43.598.307 m².